# Eucoptacra signata
Eucoptacra signata är en insektsart som först beskrevs av Bolívar, I. 1889.  Eucoptacra signata ingår i släktet Eucoptacra och familjen gräshoppor. Inga underarter finns listade i Catalogue of Life.